# Xinghua
Xinghua is een stad en een arrondissement in de prefectuur Taizhou in de Chinese provincie Jiangsu. Bij de volkstelling van 2020 had de stad zelf 649.849 inwoners, het arrondissement had 1.128.204 inwoners.

## Geboren
- Zheng Xie (1693-1765), kunstschilder, kalligraaf en dichter
- Hou Yifan (1994), schaakgrootmeester